# ميري رينستورف
ميري رينستورف (مواليد 5 يونيو 2002) هي لاعبة سباقات المضمار والميدان جنوب أفريقية متخصصة في تخصص الوثب بالزانة. حصلت على الميدالية الذهبية في بطولة العالم للناشئين لألعاب القوى 2021.